# Hugues Pagan
Hugues Pagan, nacido el 17 de abril de 1947 en Orléansville (ahora Chlef), en Argelia, es un escritor y guionista francés.

## Biografía
En 1962, tiene 15 años cuando debe abandonar Argelia tras la independencia del país. Ejerce varios oficios : periodista, empleado de banco, fotógrafo para un diario local. En 1973, participa en unas oposiciones de la administración francesa y se convierte en inspector de policía, función que ejercerá alrededor de diez años.
Se convierte en autor de novelas policiacas en 1982, y después en guionista de películas y de series de televisión. Sus relatos policiacos pertenecen a la novela negra y se asemejan a los de Howard Fast y tienen algo de la atmósfera glacial de las películas de Jean-Pierre Melville.
A partir de 2008, es el guionista de la adaptación televisiva de las novelas históricas de Jean-François Parot.
En 1998, Pagan fue elevado al rango de caballero de las Artes y de las Letras.

## Obra

### Novelas
- La Mort dans une voiture solitaire, Fleuve noir, 1982 - Rivages/Noir nº 133, 1992
- L'Eau du bocal, Fleuve noir, 1983 - Rivages/Noir nº 295, 1998
- Je suis un soir d'été, Fleuve noir, 1983 - Rivages/Noir nº 453, 2002
- Vaines Recherches, Fleuve noir, 1984 - Rivages/Noir nº 338, 1999
- Boulevard des allongés, Fleuve noir, 1984 - Rivages/Noir nº 216, 1995
- Last Affair, Albin Michel, 1985 - Rivages/Noir nº 270, 1997
- Les Eaux mortes, Rivages/Noir nº 17, 1987
- L'Étage des morts , Albin Michel, 1990 - Rivages/Noir nº 179, 1994
- Tarif de groupe, Rivages/Thriller, 1993 - Rivages/Noir nº 401, 2001
- Dernière station avant l'autoroute, Rivages/Thriller, 1997 - Rivages/Noir nº 356, 2000 (Adapté en bande dessinée par Didier Daeninckx, dessins de Mako, éditions Casterman-Rivages noirs, 2010)
- Profil Perdu, Rivages/Thriller, 2017

### Cuento
- La Guêpe, (abril de 1985) en la revista Polar nº 21 (1999)

### Guiones para el cine y la televisión
- 2008-.... : Nicolas Le Floch (serie de televisión) : guionista de la obra de Jean-François Parot
- 2008 : Diamant 13, película de Gilles Béhat : guionista de su propia novela, L'Étage des morts
- 2006 : Un flic (serie de televisión) : creador y guionista
- 2006 : Mafiosa, le clan (serie de televisión) : creador y guionista
- 2004 : S.A.C., des hommes dans l'ombre (telefilm) : guionista
- 1999-2001 : Police District (serie de televisión) : creador y guionista
- 1996 : Les Aveux de l'innocent, película de Jean-Pierre Améris : guionista
- 1987 : Vaines recherches, telefilm de Nicolas Ribowski : guionista de su propia novela, Vaines recherches.

## Fuente
- Claude Mesplède, Dictionnaire des littératures policières, 2007.